# Gracia (San Cristóbal de La Laguna)
Gracia es un barrio del municipio de San Cristóbal de La Laguna, en la isla de Tenerife —Canarias, España—.
Administrativamente se incluye en la Zona 1 del municipio.

## Toponimia
Su nombre proviene del periodo de la conquista de la isla por los castellanos, al mando de Alonso Fernández de Lugo, quien mandó erigir una ermita a la virgen por la "gracia" concedida de haber terminado la conquista. La ermita de Nuestra Señora de Gracia se bendijo en el año 1528.

## Características
El barrio se encuentra ubicado al este de la ciudad de La Laguna, a unos dos kilómetros y a una altitud media de 430 m s. n. m. Parte del barrio se halla entre la Autopista del Norte TF-5 y el cauce del barranco de Santos, mientras que la otra parte se encuentra construida en la margen izquierda del barranco, en la parte baja del Valle Colino.
Gracia cuenta con varios parques infantiles, plazas públicas, instalaciones deportivas, el parque Roberto Torres del Castillo, las iglesias de Nuestra Señora de Las Nieves y de Ntra. Sra. del Perpetuo Socorro, la ermita de Ntra. Sra. Santa María de Gracia, los centros educativos CEIP Clorinda Salazar e IES Domingo Pérez Minik, así como comercios, bares y restaurantes. Aquí se encuentran además el Campus de Guajara de la Universidad de La Laguna, con las facultades de Ciencias Económicas y Empresariales - Escuela Universitaria de Estudios Empresariales y de Derecho y Centro Superior de Políticas Sociales, el centro ocupacional Valle Colino, el centro de salud Finca España, el Archivo Histórico Provincial, el CReaT Centro de Recursos para el Autismo de Tenerife, el centro ciudadano Gracia y el Instituto Astrofísico de Canarias.

## Demografía
| Año        | 2000  | 2001  | 2002  | 2003  | 2004  | 2005  | 2006  | 2007  | 2008  | 2009  | 2010  | 2011  | 2012  | 2013  | 2014  | 2015  |
| ---------- | ----- | ----- | ----- | ----- | ----- | ----- | ----- | ----- | ----- | ----- | ----- | ----- | ----- | ----- | ----- | ----- |
| Habitantes | 4.341 | 4.873 | 5.171 | 5.597 | 5.795 | 5.959 | 6.117 | 6.274 | 6.423 | 6.596 | 6.796 | 6.488 | 6.522 | 6.546 | 6.779 | 6.877 |

## Comunicaciones
Se accede al barrio principalmente por la Carretera General Santa Cruz-Laguna TF-180.

### Transporte público
En el barrio se encuentra la parada del Tranvía de Tenerife denominada Gracia.
| Línea | Origen         | Destino  |
| ----- | -------------- | -------- |
|       | Intercambiador | Trinidad |

En autobús —guagua— queda conectado mediante las siguientes líneas de TITSA: 
| Línea | Trayecto                                                       | Recorrido     |
| ----- | -------------------------------------------------------------- | ------------- |
| 014   | Santa Cruz - La Laguna                                         | Horario/Línea |
| 018   | La Laguna - Añaza (por centros comerciales)                    | Horario/Línea |
| 026   | Santa Cruz - La Laguna (por Barrio de La Salud y Finca España) | Horario/Línea |
| 219   | La Laguna - El Cardonal - Taco - San Matías                    | Horario/Línea |
| 233   | Santa Cruz - El Cardonal - Finca España                        | Horario/Línea |
| 610   | Circuito universitario de La Laguna                            | Horario/Línea |

## Lugares de interés
- Archivo Histórico Provincial
- Instituto Astrofísico de Canarias
- Campus de Guajara

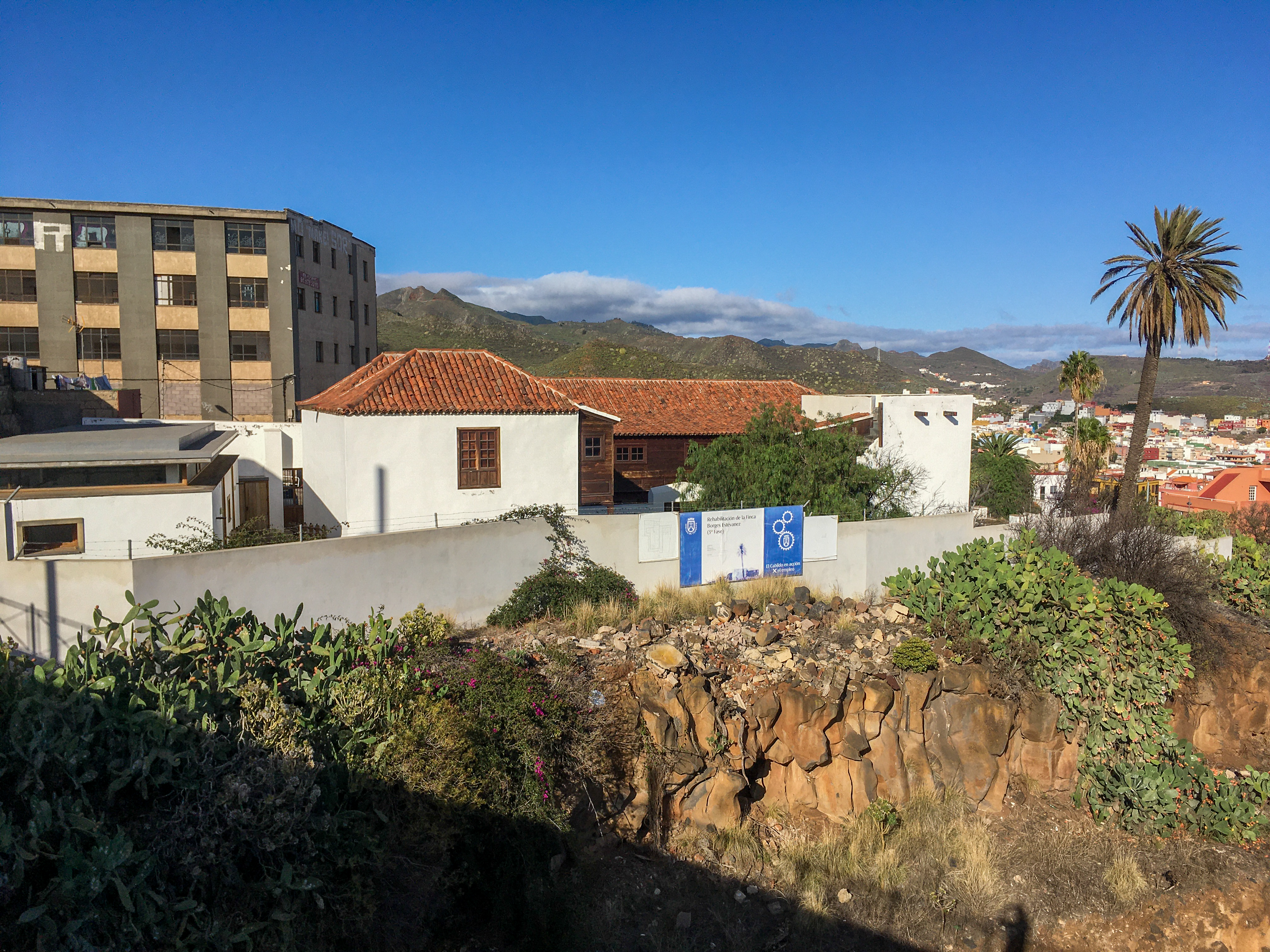
Casona de Nicolás Estévanez.

- Ermita de Nuestra Señora de Gracia
- Casona de Nicolás Estévanez
- Asociación de Padres de Personas con Autismo de Tenerife, Apanate

## Galería

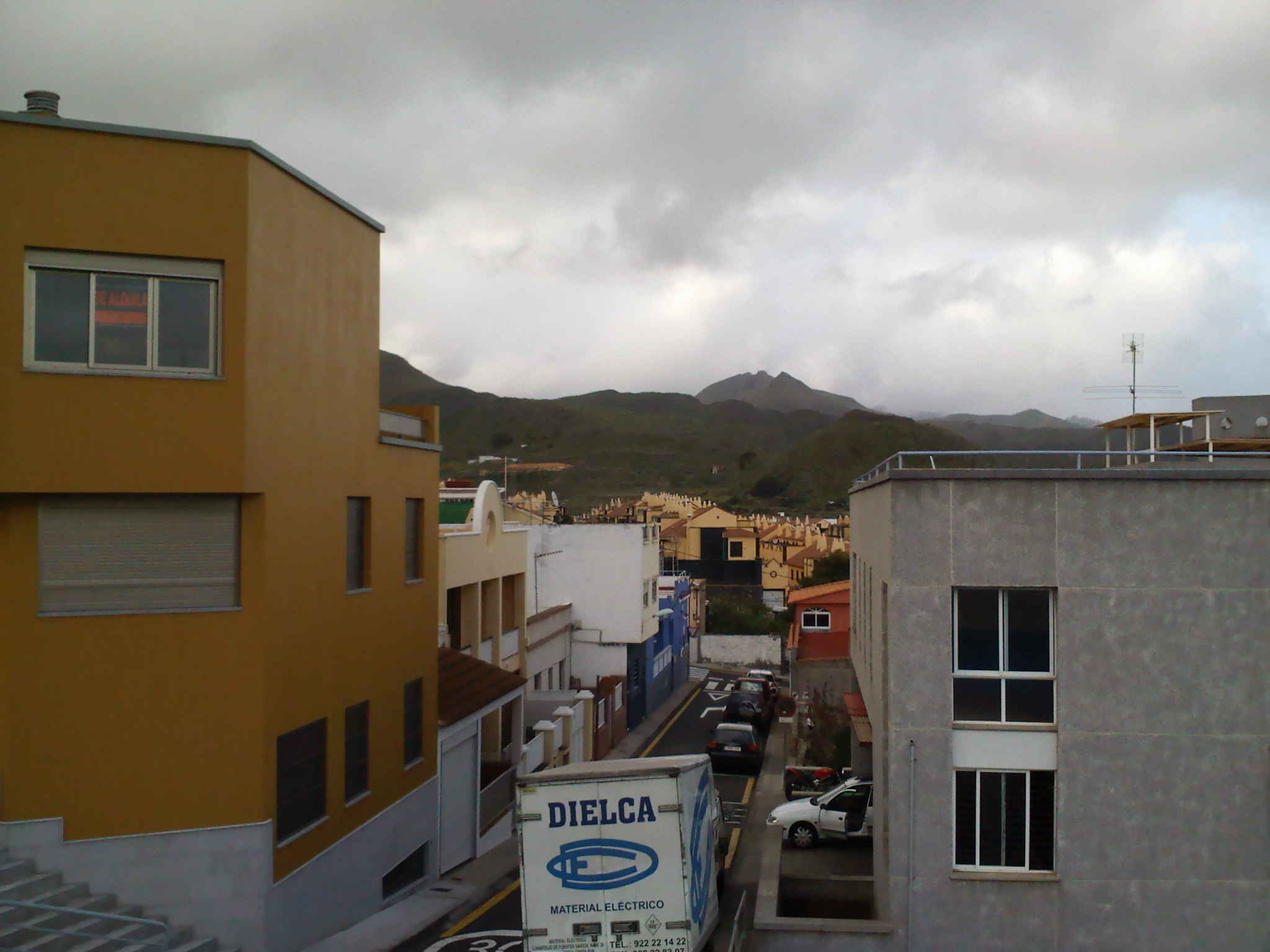
Curva Gracia.
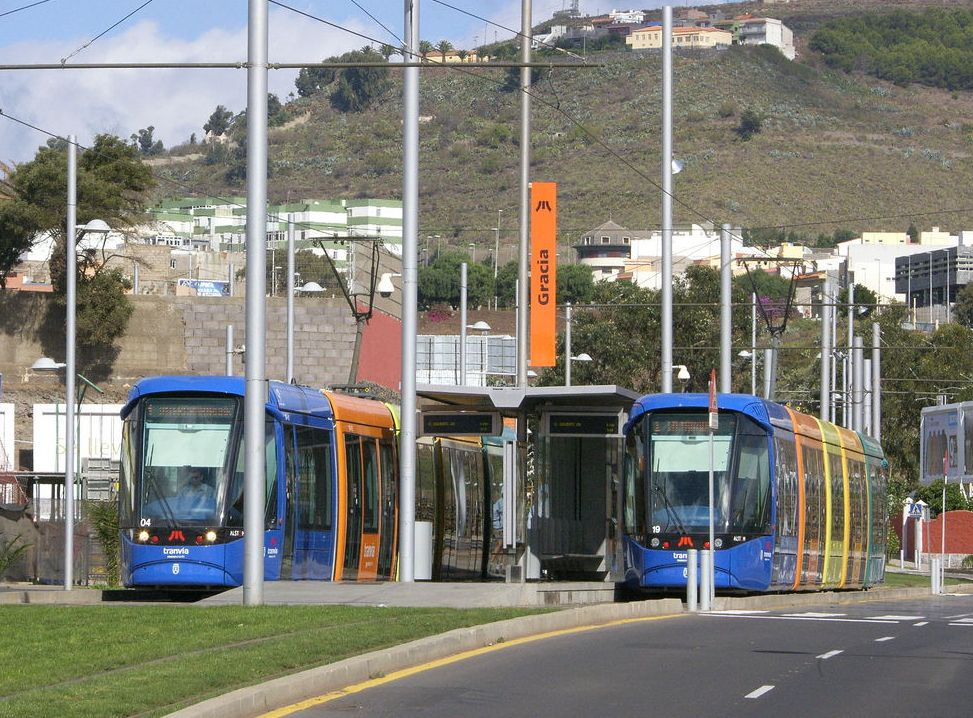
Coincidencia de dos tranvías en la parada de Gracia.